# 36 quai des Orfèvres (film)
Pour l’article homonyme, voir 36, quai des Orfèvres.
Pour plus de détails, voir Fiche technique et Distribution.
36 quai des Orfèvres est un film policier français réalisé par Olivier Marchal, sorti en 2004.

## Synopsis
Dans la région parisienne, des transports de fonds sont attaqués à l'arme de guerre. La hiérarchie des polices exacerbe la concurrence entre le patron de la Brigade de recherche et d'intervention (BRI), Léo Vrinks, et celui de la Brigade de répression du banditisme (BRB), Denis Klein, pourtant anciens amis : le poste de directeur du 36, quai des Orfèvres récompensera celui qui arrêtera le gang responsable de ces attaques armées violentes. Les deux hommes n'hésiteront pas à user de moyens illégaux pour réussir.
L'équipe de Vrinks passe à tabac un des deux voyous (Rolf et Bruno) qui ont agressé Manou, la tenancière d'un bar à putes et également informatrice pour Vrinks. Après cela, l'équipe débusque un des braqueurs grâce à Manou, mais celui-ci se suicide en se défenestrant au moment de son arrestation sans avoir parlé. Plus tard, Vrinks est appelé par un autre informateur, Hugo Silien, qui lui demande un service. Malheureusement pour Vrinks, son indicateur en conditionnelle tue un homme devant ses yeux et demande son silence contre des informations sur la localisation de la planque des braqueurs. Pour ne rien arranger, le chef de la BRB Denis Klein décide d'enquêter sur ce nouveau meurtre (bien que cette affaire ne fasse pas partie de sa juridiction) car la victime était son indicateur.
Grâce aux informations que Léo a obtenues, la BRI et la BRB mettent la main sur les braqueurs, mais l'arrestation tourne au bain de sang à cause d'une grosse faute de Klein. Le Commandant Eddy Valence est tué, tandis que deux braqueurs prennent la fuite avec, en otage, Eve Verhagen de la BRB qui s'échappera peu après. Plus tard, les deux braqueurs sont mis hors d'état de nuire, l'affaire est close.
Après l'opération, Léo est désigné successeur pour prendre le poste de directeur, alors que les policiers demandent des comptes à Klein pour avoir causé par son comportement la mort de Valence, très apprécié parmi les hommes. Mais Klein, en dénonçant le fait que Vrinks ait couvert les meurtres de Silien, fait arrêter son collègue pour complicité de meurtre. Il écope de sept ans de prison, et Klein devient à sa place le nouveau directeur du 36, au désenchantement des hommes. Un peu plus tard, Klein lance une opération pour arrêter Hugo Silien, mais la femme de Vrinks, à qui ce dernier avait donné rendez-vous pour une discussion, est tuée.
Sept ans plus tard, Léo sort de prison et décide de se venger de son ancien ami, responsable des avanies qu'il a subies. Il y retrouve son ami Titi devenu videur de boîte de nuit qui doit virer deux clients agressifs qui semblent familiers aux deux anciens policiers. En effet, ces clients agressifs sont Rolf et Bruno, les deux agresseurs de Manou en début de film. Furieux, ils s'en prennent à Titi la nuit suivante mais ils le reconnaissent rapidement comme faisant partie de l'équipe qui avait perpétrée l'agression sept ans plus tôt et lui demandent le nom de ses camarades avant de l'envoyer à l'hôpital en mort cérébrale. Pendant ce temps, après avoir remonté la piste, Léo retrouve Denis dans les toilettes du 36 pour lui demander des comptes sur la mort de sa femme durant l'opération. Denis explique qu'elle était déjà morte au moment de l'accident qu'il avait provoqué et avait décidé de faire croire au meurtre par Silien pour couvrir sa bavure. Léo ne le tue finalement pas. Quelques minutes plus tard, Léo quitte le bâtiment sous les injures de Denis. Mais soudain, ce dernier est tué par deux hommes à moto, Rolf et Bruno, qui cherchaient à se venger, mais que Titi avait aiguillés sur Klein pour se venger indirectement avant sa mort cérébrale. Le lendemain, Léo, apaisé, quitte Paris avec sa fille, où la mort de Klein est annoncée dans les kiosques à journaux.

## Fiche technique
Sauf indication contraire, les informations mentionnées dans cette section peuvent être confirmées par la base de données cinématographiques IMDb,  présente dans la section « Liens externes ».
- Titre original et québécois : 36 quai des Orfèvres
- Réalisation : Olivier Marchal
- Scénario : Olivier Marchal, Franck Mancuso et Julien Rappeneau, en collaboration avec Dominique Loiseau, adapté par Olivier Marchal
- Musique : Erwann Kermorvant et Axelle Renoir
- Direction artistique : Frédéric Tellier
- Décors : Ambre Fernandez
- Costumes : Nathalie du Roscoat
- Photographie : Denis Rouden
- Son : François Maurel, Roman Dymny, Pierre Mertens, Fabien Devillers, Alexis Leverve
- Montage : Hugues Darmois
- Production : Cyril Colbeau-Justin, Jean-Baptiste Dupont et Franck Chorot
  - Production déléguée : Hugues Darmois
- Sociétés de production[1] : Gaumont International, LGM Productions, TF1 Films Production et KL Productions, en association avec Uni Etoile 2, avec la participation de Canal+ et CinéCinéma
- Sociétés de distribution[2] : Gaumont (France) ; Les Films de l'Elysée (Belgique) ; Les Films Séville (Québec) ; Pathé Films AG (Suisse romande)
- Budget : 13 millions d' €[3]
- Pays de production :  France
- Langue originale : français
- Format[4] : couleur - 35 mm - 2,35:1 (Cinémascope) - son Dolby Digital
- Genre : policier, action, drame
- Durée : 111 minutes
- Dates de sortie[5] :
  - France : 24 novembre 2004 (sortie nationale) ; 23 février 2005 (réédition)
  - Suisse romande : 24 novembre 2004[6]
  - Belgique : 8 décembre 2004[7]
  - Québec : 24 octobre 2005[8]
- Classification[9] :
  - France : tous publics avec avertissement[10],[Note 1].
  - Belgique : tous publics (Alle Leeftijden)[7]
  - Québec : 13 ans et plus (violence) (13+ / 13 years and over)[8]
  - Suisse romande : interdit aux moins de 16 ans[11]

## Distribution
- Daniel Auteuil : Léo Vrinks
- Gérard Depardieu : Denis Klein
- André Dussollier : Robert Mancini
- Roschdy Zem : Hugo Silien
- Valeria Golino : Camille Vrinks
- Daniel Duval : Eddy Valence
- Francis Renaud : Titi Brasseur
- Catherine Marchal : Ève Verhagen
- Guy Lecluyse : capitaine Kechichian dit "Groluc"
- Alain Figlarz : Francis Horn
- Vincent Moscato : Jenner
- Anne Consigny : Hélène Klein
- Mylène Demongeot : Manou Berliner
- Stéphane Metzger : Smao
- Solène Biasch : Lola Vrinks (11 ans)
- Aurore Auteuil : Lola Vrinks (17 ans)
- Denis Sylvain : Le préfet de police
- Éric Defosse : Rolf Winterstein
- Ivan Franek : Bruno Winterstein
- Laurent Olmedo : Tony Vargas
- Christophe Rouzaud : Staneck
- Frédéric Maranber : Le juge Rousseau
- Patrick Medioni : Robert Boulanger
- Serge Beuchat : Daniel Seurat
- Thierry Guerrib : Saïd Attia
- Cyrille Hertel : Jamel Attia
- Stéphan Orsolani : Saïd Chenaf
- Anna D'Annunzio : Florence Belkrim
- Ludovic Berthillot : Nounours
- Jo Prestia : Victor Dragan
- Olivier Marchal : Christo
- Jean-Louis Bihoreau : Père de Camille
- Mylène Jampanoï : Jade
- Christian Geffroy : Fonctionnaire FBS
- Philippe Chaubet : Gendarme cimetière
- Christine Chansou : Interne hôpital
- Stéphanie Coubard : Anne Valence

## Distinctions
Entre 2005 et 2006, 36 quai des Orfèvres a été sélectionné 15 fois dans diverses catégories et a remporté 3 récompenses,.

### Récompenses
- Festival national du doublage des voix dans l'ombre (Il Festival Nazionale del Doppiaggio Voci nell'Ombra) 2005 :
  - Prix du cinéma du meilleur doublage pour Rodolfo Bianchi.
- Graal d'or (Golden Graals) 2005 : Graal d'or du meilleur interprète italien travaillant à l'étranger pour Valeria Golino.
- Prix Jacques-Deray du film policier français 2005 : Prix Jacques Deray pour Olivier Marchal[13].

### Nominations
- Camerimage 2005 : Grenouille d'or pour Denis Rouden.
- César 2005[12],[13] :
  - Meilleur film pour Olivier Marchal,
  - Meilleure réalisation pour Olivier Marchal,
  - Meilleur acteur pour Daniel Auteuil,
  - Meilleur acteur dans un second rôle pour André Dussollier,
  - Meilleure actrice dans un second rôle pour Mylène Demongeot,
  - Meilleur scénario, original ou adaptation pour Olivier Marchal et Julien Rappeneau,
  - Meilleur montage pour Hugues Darmois,
  - Meilleur son pour François Maurel, Pierre Mertens, Sylvain Lasseur et Joël Rangon
- Festival national du doublage des voix dans l'ombre (Il Festival Nazionale del Doppiaggio Voci nell'Ombra) 2005 :
  - Meilleure doubleuse de voix pour Angiola Baggi.
- NRJ Ciné Awards 2005 : Meilleure réplique pour André Dussollier[13].
- Prix France Musique 2006 : Meilleure musique pour le cinéma pour Erwann Kermorvant et Axelle Renoir[13].

## Autour du film
- Le scénario du film s'inspire de faits réels liés à l'affaire du « gang des ripoux » qui ébranla la police judiciaire parisienne en 1985. Une enquête interne de l'inspection générale des services était effectivement déclenchée après l'inculpation de cinq policiers, accusés d'avoir participé à dix attaques à main armée en région parisienne entre janvier 1982 et juillet 1985.
- En janvier 1986 l'inspecteur Jean Vrindts (BRI) est tué lors d'une opération — menée conjointement par la BRB et la BRI — visant à mettre fin à la longue série de braquages du « gang des postiches »[14]. Ce drame est alors directement imputé par les hommes à l'impulsivité du commissaire Raymond Mertz, chef de la BRB, dont les méthodes dérangent : le personnage de Denis Klein, joué par Gérard Depardieu, est en grande partie inspiré de Raymond Mertz. L'ire s'empare des brigades centrales qui réclament son limogeage. Pour étouffer la fronde, le directeur de la police judiciaire brandit la menace d'une liste noire de l'IGS comportant les noms d'une douzaine de policiers soupçonnés dans le cadre de l'affaire des ripoux du 36. Le nom de Jean Vrindts y est inscrit, ce qui suscite l'écœurement général. La fronde redouble d'ardeur lorsque Vrindts est inhumé sans les honneurs. L'inspecteur Dominique Loiseau (BRI) apprend que son nom apparaît dans la liste. Scandalisé, il demande le jour même à être auditionné. Mais c'est l'engrenage et il est finalement condamné à douze ans de réclusion criminelle en 1991.
- Le personnage de Léo Vrinks, joué par Daniel Auteuil, correspond à celui de l'inspecteur Loiseau.
- Le 36, quai des Orfèvres était l'adresse de la police judiciaire à Paris. Cette adresse a déjà donné lieu à un autre film célèbre : Quai des Orfèvres de Clouzot, avec Louis Jouvet.
- Le véritable ex-inspecteur Dominique Loiseau est coscénariste et chauffeur-régie du film. Parmi les scènes de tournages, on note la cour du Conservatoire National des Arts et Métiers (reconnaissable à la statue de Nicolas Leblanc) et celle de la Sorbonne, le palais de justice de Paris ou encore le lycée Pasteur (Neuilly-sur-Seine). Le film a été tourné à Paris, et notamment dans le bar l'Alibi, pour un face à face entre Gérard Depardieu et Daniel Auteuil[15].
- Le film est aussi dédié à l'inspecteur divisionnaire Christian Caron qui était une autre figure du « 36 », mort en service en 1989 au cours d'une intervention avec le RAID[16].
- L'affrontement entre services de police est aussi le sujet de La Guerre des polices de Robin Davis en 1979 avec Claude Rich et Claude Brasseur.
- Le rôle de Lola Vrinks (à l'âge de 17 ans), la fille de Léo Vrinks (Daniel Auteuil), est interprété par sa propre fille Aurore Auteuil.

## Postérité
- En août 2017, Gaumont annonce que 36 quai des Orfèvres va être adapté pour une série télévisée réalisée par Christopher McQuarrie et coproduite avec sa partenaire Heather McQuarrie pour Gaumont Télévision (titre de travail : STL)[17].
- Le réalisateur sud-coréen Lee Jung-ho en a fait un remake sous le titre The Beast (en coréen : 비스트), film sorti en 2019.

## Éditions en vidéo
- Trilogie policière de Olivier Marchal[18].